# Richie Kotzen
Richie Kotzen (Reading, Pensilvania; 3 de febrero de 1970) es un músico estadounidense. Se destaca por ser un gran guitarrista de Jazz fusión, Rock, Blues, y Funk además de sus habilidades como vocalista, con un amplio registro, también es compositor y productor. Posee una prolífica carrera en donde ha participado en múltiples bandas como Poison, Mr Big, Vertu y cocreaciones con el gran guitarrista Greg Howe. Como solista ha lanzado más de 20 discos entre los cuales 1 (The Road) fue lanzado con el pseudónimo de Wilson Hawk. También se destaca por ser el vocalista, compositor y guitarrista de la súper banda The Winery Dogs.
Para el 2021 se unió a Adrián Smith guitarrista de Iron Maiden y sacaron en marzo su disco Smith and Kotzen

## Biografía
Con estilos de guitarra que van desde el rock, el blues, el jazz , R&B, la fusión de pop y soul, Kotzen ha construido una carrera muy diversa en sus casi 30 años como guitarrista, cantante y compositor. Durante ese lapso, no sólo ha construido una carrera en solitario, también se ha encontrado a sí mismo escribiendo, grabando y tocando en vivo con una gran variedad de artistas, que van desde bandas de Pop / Rock como Poison y Mr. Big a grupos de Jazz / Fusión como Vertu o con leyendas del jazz como Stanley Clarke y Lenny White. Trabajar con estos artistas le ha proporcionado Richie una gran experiencia en el estudio, así como la oportunidad de recorrer el mundo, presentándolo a un público internacional. De hecho, llegó a salir de gira como telonero de los Rolling Stones, en Japón año 2006 "A Bigger Bang Tour".
Un compositor prolífico, Richie ha escrito varias canciones que han pasado a convertirse en singles en todo el mundo. Su canción "Stand". Escrita mientras era miembro de Poison, alcanzó el top 20 en las listas Billboard. Como primer sencillo de su álbum "Native Tongue, "Stand" fue el catalizador para el álbum de alcanzar el estatus de platino. Mientras que con Mr. Big, Richie también disfrutó de otro hit, con su canción "Shine" alcanzando el puesto # 1 en Europa y Japón.
Richie ha lanzado el 2017 su álbum número 23, titulado Salting Earth. Él continúa haciendo Discos y recorriendo el mundo, tocando en estadios, festivales y clubes. Sus giras actuales se han extendido por varios continentes, incluyendo América del Norte, Europa, Sudamérica y Asia. Ha tocado con muchos otros músicos reconocidos, se ha presentado en programas de televisión como "The Tonight Show con Jay Leno" y "Live with Regis and Kelly", y sigue apareciendo en innumerables libros, revistas y sitios web, siendo reconocido como uno de los mejores guitarristas del mundo.
Kotzen es uno de los pocos artistas que se honra con dos modelos de guitarra de la firma Fender. La guitarra Telecaster modelo Kotzen ha sido repetidamente la # 1  en ventas para firma Fender Japón. Amplificadores Cornford también honró a Kotzen con su amplificador de guitarra de firma propia en serie, el Cornford RK100, que en 2005 fue elegido como amplificador del Año en el Reino Unido. En 2009, lanzó junto a Zoom el pedal de efectos de firma propia, Zoom G2R, proporcionando una amplia gama de soluciones tonales programadas por Kotzen mismo.
Kotzen ha acumulado un catálogo de más de 25 álbumes y no tiene intenciones de detenerse en ningún momento pronto.
"Salir de gira y hacer música es mi vida. Es todo lo que he hecho siempre. Estoy muy agradecido a todas las personas alrededor del mundo que han hecho esto posible ", afirma Richie con humildad.

## Carrera
A la edad de siete años, fue inspirado por la banda de Hard Rock Kiss, para aprender a tocar la guitarra eléctrica. Inició su carrera en una banda llamada Arthurs Museum. 
En 1989 graba su primer disco en solitario, y desde entonces no ha dejado de editar álbumes. 
En 1991, Kotzen se unió a la banda de hard rock/glam metal Poison, a la edad de 21 años, siendo miembro activo de la misma para la grabación de un disco. Entró como reemplazo de C.C. DeVille y grabó con ellos Native Tonge. Más tarde se descubrió que sostenía un romance oculto con Deanna Eve, la en ese entonces exnovia del baterista de la misma banda Rikki Rockett, Richie fue despedido de la banda. Kotzen y Eve luego se casaron, años después tuvieron una hija, August Eve Kotzen, y posteriormente se divorciaron. 
En 1999 Richie formó banda con Stanley Clarke ,Vertu con el cual grabaron un disco mezclando violines eléctricos con guitarras. Paralelamente Kotzen lanzó Bipolar blues donde interpreta varios clásicos de blues de todos los tiempos.
También 1999 Richie reemplazó al virtuoso Paul Gilbert como guitarrista de la agrupación Mr. Big, con los que alcanzó un gran éxito comercial. Luego de que Mr. Big se desintegrara, Kotzen grabó como solista un álbum llamado Change, en 2003.
Richie sostiene una buena amistad con su par guitarrista Greg Howe con quien grabó dos proyectos.
En 2007 sacó el disco Go Faster (o The Return of The Mother Head's Family Reunion) con el cual comenzó una gira mundial grabando un disco y un DVD en vivo en São Paulo (Brasil). En 2009 publica Peace sign.
A finales de 2011, Riche fue contactado por Mike Portnoy (batería) y Billy Sheehan (bajo), quienes se habían juntado desde hacía un tiempo para comenzar a escribir música. Ambos buscaban a un guitarrista superdotado que también tuviera grandes dotes como vocalista, y Eddie Trunk, animador del programa That Metal Show, les recomendó directamente a Richie, y pensaron que era una excelente idea. Los tres virtuosos se reunieron en el estudio de Richie en enero de 2012 para comenzar a ensayar, y solamente en el primer día de ensayos compusieron 3 canciones. Luego de cumplir con diversos compromisos musicales, los 3 se reunieron nuevamente para terminar las canciones y comenzar a grabarlas. Con esto marcaron el inicio del supergrupo The Winery Dogs, que sacaría su disco homónimo en 2013.
A comienzos de 2020, editó un disco llamado 50 for 50 en referencia a sus 50 años y es un disco triple que justamente contiene 50 canciones.
Recientemente en el 2021 se unió en un proyecto junto a Adrian Smith guitarrista de Iron Maiden, quién también ha tenido varios proyectos por su cuenta, y sacaron a la luz en marzo del año 2022su disco Smith/Kotzen, además han anunciado trabajar en un segundo disco juntos.

## Discografía

### Discos
- (1989) Richie Kotzen
- (1990) Fever Dream
- (1991) Electric Joy
- (1994) Mother Head's Family Reunion
- (1995) Inner Galactic Fusion Experience
- (1996) Wave of Emotion
- (1997) Something to Say
- (1998) What Is
- (1999) Bipolar Blues
- (1999) Break It All Down
- (2001) Slow
- (2003) Acoustic Cuts
- (2003) Change
- (2004) Get Up
- (2006) Aisenshi ZxR
- (2006) Into The Black
- (2007) Return of the Mother Head's Family Reunion (Japan & Europe only)
- (2007) Go Faster (US only)
- (2008) Live in Sao Paulo
- (2009) Wilson Hawk - The Road
- (2009) Peace Sign
- (2011) 24 Hours
- (2015) Cannibals
- (2015) Live (DVD)
- (2017) Salting Earth
- (2020) 50 for 50

### Greg Howe
- (1995) Tilt
- (1997) Kotzen/Howe Project

### Arthurs Museum
- (1988) Gallery Closed

### Poison
- (1993) Native Tongue
- (1994) 7 Days Live (CD, DVD)

### Mr. Big
- (1999) Get Over It
- (2000) Deep Cuts
- (2001) Actual Size
- (2002) In Japan
- (2004) Influences & Connections - Vol. 1

For the love of god

### Vertú
- (1999) Vertú

### Forty Deuce
- (2005) Nothing to Lose

### Best of
- (2004) The Best of Richie Kotzen
- (2006) Instrumental Collection: The Shrapnel Years
- (2010) A Best Of Collection
- (2010) A Ballads Collection
- (2011) I'm Coming Out
- (2014) The Essential 2cd

### The Winery Dogs
- (2013) The Winery Dogs
- (2014) LIVE and Unleashed in Japan (DVD)
- (2015) Hot Streak
- (2017) Dog Years (Live in Santiago and More) (Bluray, DVD, EP, CD)
- (2023) III

### Smith/Kotzen
- (2021) Smith/Kotzen